# Egyetlen nem-átruházható szavazat
Az egyetlen nem-átruházható szavazat (angolul: single non-transferable vote, rövidítve: SNTV), más nevein egyszeri- vagy egyéni nem átruházható szavazat, több győztes kiválasztására használható egyszavazatos, egyéni típusú választási rendszer, a relatív többségi szavazás többmandátumos körzetekben alkalmazott változata. Ellentétben a Magyarországon egyéni listás választási rendszernek is nevezett többszörös nem-átruházható szavazattal ahol minden szavazó annyi szavazatot ad le, ahány betöltendő mandátum van, az SNTV alatt minden szavazó csak egyetlen szavazatot ad le. Az egyszavazatos, de nem preferenciális rendszer és többmandátumos körzetek kombinációja általában félarányos képviseletet eredményez, amely lehetővé teszi a politikai kisebbségek reprezentációját, azonban nem biztosít a különböző erőknek arányos képviseletet. Preferenciális (és alapvetően arányos) változata az egyetlen átruházható szavazat rendszere, nem egyéni megfelelői pedig az egyszavazatos pártlistás arányos rendszerek (azon belül is matematikailag a D'Hondt-formula).

## Szavazás
Bármely választáson minden választó egy jelöltre ad egy szavazatot a több mandátumért folyó (többjelöltes) versenyben. A posztokat a legtöbb szavazatot kapott jelöltek töltik be. Így egy három mandátumos választókerületben a három legtöbb szavazatot kapott jelölt kapná meg a tisztséget.
Az SNTV egyéni jellegű választási rendszer, az egyéni listás választás választási rendszerhez hasonlóan nem teszi szükségessé pártok bevonását a választási eljárás, például a pártlisták alkalmazásával.
| egyéni jellegű rendszerek | egyszavazatos módszerek                                                      | többszavazatos módszerek |
| ------------------------- | ---------------------------------------------------------------------------- | --- |
| Egymandátumos módszerek   | relatív többségi szavazás (SMP) azonnali többfordulós szavazás (IRV)         | korlátozott elfogadó szavazás (limited approval voting) (korlátlan) elfogadó szavazás (approval voting) |
| Többmandátumos módszerek  | egyetlen nem-átruházható szavazat (SNTV) egyetlen átruházható szavazat (STV) | többszörös nem-átruházható szavazat (MNTV) - blokkszavazás (egyéni listás választási rendszer) - korlátozott blokkszavazás (limited block voting) - korlátlan blokkszavazás (többgyőzteses elfogadó szavazás) többszörös átruházható szavazat (MTV) - preferenciális blokkszavazás |

### Példa
Öt jelölt között három helyet kell betölteni: A, B, C, D és E, a jelöltek, akik 3 párthoz tartoznak.
| Szavazatok | Jelölt | Párt |
| ---------- | ------ | ---- |
| 819        | A      | X    |
| 1,804      | B      | Y    |
| 1,996      | C      | Z    |
| 1,999      | D      | Z    |
| 2,718      | E      | Y    |

C, D és E a nyertes jelöltek.
De a szavazatokat pártonként számolva a következő szavazatszámokat kapjuk:
| Párt | Szavazatok | Százalék | Mandátumok |
| ---- | ---------- | -------- | ---------- |
| Y    | 4,522      | 48       | 1          |
| Z    | 3,995      | 43       | 2          |
| X    | 819        | 9        | 0          |

Az Y párt több szavazattal rendelkezik, mint a Z párt, de kevesebb mandátumot kap, mivel a szavazatok nem megfelelően oszlanak meg a jelöltek között. Ha bármelyik párt megkockáztatta volna, hogy megpróbálja megszerezni mindhárom mandátumot, ami nagyobb szavazatmegoszlást okozna az Y és a Z párt támogatói között, akkor az X párt A jelöltje nyerhetett volna mandátumot, de akár Y vagy Z párt is eggyel kevesebb helyet kapott volna.

## Félarányos képviselet
Az SNTV elősegíti a politikai kisebbségek képviseletét, vagyis kis és nagy pártok vegyes képviseletét állítja elő, ahol egyetlen párt sem foglalja el az összes helyet.
Az SNTV akkor eredményezi a lehető legarányosabb képviseletet (arányos képviselet), ha a politikai pártok pontos információval rendelkeznek a relatív választói támogatottságukról, és a megfelelő választói támogatottsági szinteknek megfelelően állítanak jelölteket. Ez csökkenti a szavazatok megoszlásának és a párttámogatás nem hatékony elhelyezésének esélyét. Az SNTV szerint azonban még a szavazatok nem hatékony elosztása is lehetővé teszi a kiegyensúlyozottabb képviseletet az ugyanabban a többmandátumos körzetben tartott egyéni listás rendszerben tartott választás, vagy az egyéni választókerületekre bontott relatív többségi rendszer (SMP) várható eredményeihez képest.
Adott {\displaystyle n} megválasztandó jelölteket, az A jelölt eggyel többet kaphat a sikerért {\displaystyle {\frac {1}{n+1}}} a szavazatok közül (a Droop kvóta), mert {\displaystyle n} a többi jelölt nem kaphat többet, mint az A jelölt. Nagyon nehéz lehet a pártok erejükkel arányos képviselethez jutni, mert nehéz pontosan megítélni erejüket, mielőtt eldöntenék, hány jelöltet állítanak (stratégiai jelölés). Ha túl sokat indítanak, előfordulhat, hogy a támogatók szavazata túl sok jelölt között oszlik meg, és a szavazatok száma olyan mértékben megoszlik, hogy a párt összes jelöltje veszít egy kevésbé elterjedt ellenféllel szemben. Ha egy párt túl kevés jelöltet állít, akkor előfordulhat, hogy nem indít elegendő jelöltet a támogatottságukkal arányos mandátumszerzéshez, és a győztes jelöltek a szükségesnél több támogatottságot kapnak, és ezzel szavazatokat veszítenek el.
A rossz stratégiai jelölés kockázata nem egyenlő a különböző erősségű pártok esetében. Egy nagy párt sokkal többet veszítene a megosztott szavazatok hatása miatt, mint amennyit nyerne az elpazarolt szavazathatás elkerülésével, ezért valószínűleg úgy döntene, hogy kevesebb jelöltet állít (de valószínűleg nem kevesebbet, mint a jelenlegi mandátumainak száma) Egy kis, kevés képviselettel rendelkező párt kockázattűrőbb lenne, és inkább túl sok jelölt irányába tévedne, abban a reményben, hogy a választók arányánál nagyobb mandátumhoz juthat, esetleg úgy, hogy néhány szavazattal kiszorítja a nagyobb pártok jelöltjeit.
Az SNTV választási rendszerek, mint az STV és általában az arányos választási rendszerek, jellemzően annál arányosabb választási eredményeket produkálnak, minél nagyobb a választókerületek mérete (az egyes választókerületekben a mandátumok száma) nő.

## Lehetőségek taktikai szavazásra
A taktikai szavazás lehetősége az egyetlen át nem ruházható szavazási rendszerben nagy. Egy racionális szavazó, aki csak egy szavazatot ad le, a pártja által megszerzett mandátumok számát maximalizálni akarja, annak a párt jelöltjére szavazzon, amelyik esélyes a győzelemre, de olyan jelöltre, amelyik nem nyer túl nagy fölénnyel, és így elveszi a szavazatokat. párttársaktól. Ez lehetőséget teremt a taktikai jelölésekre, ahol a pártok az ellenfeleik jelöltjéhez hasonló jelölteket állítanak a szavazatok megosztása érdekében. Mint minden többgyőzteses választásnál, a pártok is előnyösnek tartják, hogy több jelöltet indítsanak az SNTV-választásokon.
Az SNTV-t olyan fogalmak lencséjén keresztül mérték, mint a döntéselméleti elemzés. Gary W. Cox professzor, az SNTV szakértője tanulmányozta ennek a rendszernek a használatát Japánban. Cox magyarázatot ad a valós adatokra, miszerint „két rendszer [pluralitás és félarányos] hasonló a stratégiai szavazási egyensúlyban”. Kutatása során kiderült, hogy a választók a kampányokban (szavazások, jelentések, adománygyűjtési összegek, támogatások stb.) felhasználják a felkínált információkat, hogy racionálisan eldöntsék, kik a legéletképesebb jelöltek, majd rájuk szavaznak.
Az SNTV bonyolult párton belüli dinamikát eredményezhet, mivel az SNTV rendszerben egy jelölt nemcsak a másik párt jelöltjeivel, hanem a saját pártja jelöltjeivel szemben is indul. Az SNTV-választások nem zero-sum versenyek. Az, hogy egy adott jelöltet megválasztottak, nem jelenti azt, hogy egy másik jelölt nem lesz az, mindketten megválaszthatók, de az elveszett szavazatok töredékszavazati rendszer hiányában nem kerülhetnek át más jelöltekhez.
A pártok akkor járnak a legjobban, ha támogatóik egyenletesen osztják el szavazataikat a párt jelöltjei között. Történelmileg Tajvanon a Kuomintang ezt úgy tette, hogy levelet küldött tagjainak, amelyben közölték, melyik jelöltre szavazzanak. A Demokrata Haladó Párttal a szavazatok megosztása informálisan történik, mivel egy család vagy egy kis csoport tagjai koordinálják szavazataikat. Az Új Párt meglepően hatékony rendszere volt, amikor arra kérte a párt támogatóit, hogy a születési dátumuknak megfelelő jelöltre szavazzanak. Ez egy olyan szavazatelosztási rendszerhez vezetett, amelyet minden párt elfogadott a 2004-es parlamenti választásokon.

## Használat
Az SNTV-t Puerto Ricóban, Afganisztánban, Kuvaitban, Indonéziában, Japánban, Tajvanon, Thaiföldön, Líbiában, Irakban és Vanuatuban is használják.

## Fordítás
Ez a szócikk részben vagy egészben  a   Single non-transferable vote című angol Wikipédia-szócikk ezen változatának fordításán alapul.  Az eredeti cikk szerkesztőit annak laptörténete sorolja fel. Ez a jelzés csupán a megfogalmazás eredetét és a szerzői jogokat jelzi, nem szolgál a cikkben szereplő információk forrásmegjelöléseként.